# چستر اسپرینگز (پنسیلوانیا)
چستر اسپرینگز (به انگلیسی: Chester Springs) یک منطقهٔ مسکونی در ایالات متحده آمریکا است که در پنسیلوانیا واقع شده‌است. چستر اسپرینگز ۷٬۵۲۰ نفر جمعیت دارد.